# Agromyza myosotidis
Agromyza myosotidis este o specie de muște din genul Agromyza, familia Agromyzidae, descrisă de Johann Heinrich Kaltenbach în anul 1864.
Este endemică în Germania. Conform Catalogue of Life specia Agromyza myosotidis nu are subspecii cunoscute.